# Kammeroper Frankfurt
Die Kammeroper Frankfurt ist ein freies Opernensemble in Frankfurt am Main, das 1982 von dem Regisseur Rainer Pudenz gegründet wurde.

## Geschichte
Nachdem Pudenz zunächst als Regieassistent in Freiburg, Stuttgart und Essen gearbeitet hatte, schlug 1982 mit der Oper Pimpinone von Telemann die Geburtsstunde der Kammeroper unter seiner eigenen Leitung. Kennzeichen der Kammeropernproduktionen sind der Einsatz satirisch-komischer Mittel und „unkonventionelles, unverkrampftes Musiktheater fernab steifer Bühnendogmatik.“ Um die Schwellenangst abzubauen und die Oper als ein Gesamtkunstwerk von Sprache und Musik erlebbar zu machen, führt die Kammeroper Frankfurt in der Tradition Walter Felsensteins sämtliche Opern in deutscher Sprache auf, was inzwischen zu einem Alleinstellungsmerkmal in der hiesigen Opernlandschaft  avanciert ist. Ziel der Aufführungen ist es, dem Zuschauer „ein kunstvolles-sinnliches Erlebnis, einen unmittelbaren Zugang und lustvolle Erfahrungen mit diesen musikalischen Kunstwerken zu eröffnen“. Mehr als 85 Produktionen hat die Frankfurter Kammeroper seit ihrer Gründung herausgebracht, darunter mehrere Uraufführungen. 2019 dirigierte mit Julija Domaševa erstmals eine Frau die Kammeroper Frankfurt in Gioachino Rossinis Oper Die verkehrte Braut.

## Produktionen
Ein Schwerpunkt der Produktionen liegt auf der Opera buffa, wie sie von Rossini, Donizetti, Mozart oder Bizet geprägt wurde. Gelegentlich wird auch heitere Kost wie Singspiele und Operetten von Offenbach oder Lehár präsentiert oder aber grade in den letzten Jahren dramatische Opern von Verdi, klassisch-modernes wie Strawinski’s Geschichte vom Soldaten“ oder im Sinne des Entdeckergeistes zeitgenössische Auftragskompositionen. Composer in Residence ist hierfür der international renommierte italienische Avantgardist Andrea Cavallari. Die Kammeroper hat vier seiner Werke in Frankfurt uraufgeführt, darunter „La strada della vita“ (nach dem Fellinifilm „La strada“) und eine neukomponierte Version der „Winterreise“. In der Regel erscheinen pro Jahr zwei bis drei Produktionen, darunter eine Großproduktion im Sommer.

## Ensemble
Die Kammeroper verfügt als freies Opernhaus über kein festangestelltes Ensemble. Allerdings existiert ein Stamm an Sängerinnen und Sängern, die über die Jahre in vielen Produktionen mitgewirkt haben, so die Sopranistinnen Ingrid El Sigai, Dzuna Kalnina, Petra Woisetschläger und der Bass Bernd Kaiser. Seit Gründung an gehört auch die Kostümbildnerin Magarete Berghoff zum Kern der Kammeroper. Ihre poppig-surrealen Entwürfe haben den Stil der Inszenierungen und deren öffentliche Wahrnehmung entscheidend mitgeprägt.  Viele junge Künstler haben sich in den letzten Jahren in der Kammeroper präsentiert, die mittlerweile an Landestheatern oder Häusern wie der Staatsoper Wien, der Oper Graz oder der Komischen Oper Berlin singen und spielen. An den großen Sommerproduktionen der Kammeroper Frankfurt sind im Durchschnitt etwa 60 bis 70 Mitwirkende beteiligt. Die intimeren Winter/Frühjahrsproduktionen kommen mit 10–15 Mitwirkenden auf die Bühne.

## Frankfurter Spielorte und Gastspiele
Die Frankfurter Kammeroper besitzt keinen festen Spielort, auch wenn sich die sommerlichen Großproduktionen inzwischen fest als Open-Air-Darbietung im Frankfurter Palmengarten etabliert haben. Seit ihrer Gründung sucht die Kammeroper nach Spielorten, die den Genius locii für die jeweilige Oper nutzen.  Dazu zählten z. B. der Saal des Finkenhofes, die  Naxoshalle, das Künstlerhaus Mousonturm, die Unitarische Weihehalle und der Cantatesaal. Insgesamt wurden ihre Produktionen an über 20 verschiedenen Spielorten in Frankfurt gezeigt. Außerdem hat die Kammeroper zahlreiche Gastspiele im In- und Ausland bestritten, so in der Rockefeller Foundation Bellagio, im Kloster Walkenried, der Schlossruine Heidelberg, der Stiftsruine Bad Hersfeld, dem Teatro della Compagnia und dem Nationalmuseum Barghello in Florenz, dem Theater am Ebertplatz in Oberhausen und dem Schloss Wilhelmsbad in Hanau.
Seit längerem ist geplant, in der Sachsenhäuser Fabrik ein festes Haus für die Frankfurter Kammeroper zu bauen. Hierzu wurde eigens eine Stiftung eingerichtet.

## Kooperationsprojekte
Die Kammeroper Frankfurt arbeitet auch  mit anderen künstlerischen Institutionen oder Genres  zusammen, so  2013 mit dem Theater Willy Praml für das Projekt „Passion.Osterfest auf Naxos.“ Dabei wurde das Pramlstück „Jesus D’Amour“ mit Poulencs Monodram „Die menschliche Stimme“ und einem Streichquartett von Andrea Cavallari, das eigens zu diesem Zweck komponiert wurde,  zu einem Gesamtkunstwerk verschmolzen.  Ein weiterer Schwerpunkt der kooperativen Aktivitäten der Kammeroper besteht darin, an den Schulen Kinder und Jugendliche für die Oper zu begeistern. So entstanden 2011 eine Kooperation mit der Kinderzeit-Schule in Schwalbach und 2015/16 eine Kooperation mit der heilpädagogischen Albrecht-Strohscheinschule in Oberursel, beide zu Mozarts „Zauberflöte“